# Andreea Răducanová
Andreea Răducanová, nepřechýleně Andreea Mădălina Răducan (* 30. září 1983, Bârlad, Rumunsko) je bývalá rumunská gymnastka. Je olympijskou vítězkou v družstvech a pětinásobnou mistryní světa.

## Do dopingového skandálu v Sydney
S gymnastikou začala ve věku čtyři a půl roku. V reprezentaci debutovala po zisku dvou medailí na mistrovství Evropy juniorek 1998 na seniorské velké akci na mistrovství světa v čínském Tchien-ťinu v roce 1999 a hned vybojovala dva tituly mistryně - se zkušenějšími kolegyněmi v družstvu a v prostných. Ve víceboji obsadila páté místo.
Výkony z mistrovství světa z ní dělaly favoritku na jednotlivé medaile, ale nezdar na mistrovství Evropy v roce 2000, kde byla ve víceboji až šestá a získala jen bronz v družstvech a stříbro v prostných nenaznačovaly její úspěch v olympijském víceboji. Na olympijských hrách v Sydney ale získala nejvyšší známku 38,893 bodu a převzala zlatou medaili (v té chvíli už měla i zlato z družstev). Za ní skončily její krajanky Simona Amanarová a Maria Olaruová, Raducanová byla oslavována jako první rumunská sportovní gymnastka, která vyhrála zlatou medaili za absolutní pořadí po Nadie Comaneciové.
Brzy se ale ukázalo, že v jejím vzorku pro dopingovou kontrolu byla nalezena zakázaná látka pseudoefedrin. Mladá gymnastka ji nevědomky užila, když si vzala od svého týmového lékaře lék Nurofen na obranu před chřipkou. Mezinárodní olympijský výbor se na základě doporučení své lékařské komise rozhodl odebrat Raducanové zlato z víceboje, ale ponechal jí další dvě získané medaile. Další trest na Raducanovou neuvalila ani Mezinárodní gymnastická federace, což v prohlášení zdůvodnila tím, že odebrání medaile „bylo dostatečným trestem pro sportovce, který byl v této situaci nevinně.“ Šéf komise dopingu MOV kníže Alexandre de Merode uvedl: „Není přímo zodpovědná. Vina padá na lékaře. Ale máme pravidla a musíme je použít.“
V Rumunsku byla Raducanová přesto slavena jako šampionka. Dostalo se jí stejných poct jako olympijským vítězkám, zlatník v Bukurešti jí slíbil vyrobit repliku zlaté medaile.
Raducanová se pokoušela zvrátit verdikt různými prostředky. Neuspěla u Mezinárodní sportovní arbitráže v Lausanne a snažila se zajistit si očištění svého jména i u soudu. Vrácení medaile si ale nevymohla.

## Život po olympijských hrách v Sydney
Po olympijských hrách se stala v Rumunsku celebritou, přesto se dokázala dobře připravit na následující mistrovství světa v Gentu. Jí vedený tým vyhrál soutěž družstev, ve finále víceboje se ale musela sklonit před dvojicí ruských gymnastek Chorkinovou a Ziganšinovou. Přesto se stala jednou z nejúspěšnějších účastnic šampionátu, když navíc vyhrála kladinu a prostná.
V roce 2002 začala mít problémy se životosprávou, které vedly k tomu, že nesměla startovat na mistrovství Evropy. S výpadky trénovala dál a představila se i v Česku na závodu dvojic Wobenzym Grand Prix v Brně, v listopadu ale na mistrovství světa v Debrecínu neuspěla, když i vinou nadváhy nepostoupila do finále na kladině a na konci roku ukončila svou sportovní kariéru.
Poté pokračovala v univerzitním studiu, pracovala jako televizní komentátorka a jako činovnice Rumunského olympijského výboru, byla také v poradních politických týmech pro sport. V roce 2017 byla zvolena předsedkyní rumunského gymnastického svazu.